# Titana mirabilis
Titana mirabilis là một loài chân đều trong họ Titaniidae. Loài này được Budde-Lund miêu tả khoa học năm 1909.